# 错达日玛
错达日玛是一个位于中华人民共和国青海省治多县的内陆咸水湖。海拔5012米。东西长约10公里。南北最大宽度6.7公里。无河流汇入。